# Arresto de Pedro Castillo
El arresto de Pedro Castillo se desarrolló el 7 de diciembre de 2022 luego de que el recientemente vacado presidente intentara asilarse en la embajada de México en Lima, a raíz del fallido intento de autogolpe de Estado de Perú de 2022.
El entonces presidente, Pedro Castillo y el ex primer ministro, Aníbal Torres fueron capturados por la Subunidad de Acciones Tácticas (SUAT) de la Policía Nacional del Perú cuando buscaban llegar a la embajada mexicana a solicitar asilo diplomático, en el auto en donde viajaban se encontraba la familia presidencial que había salido directo de Palacio de Gobierno, este fue interceptado en el cruce de las avenidas Garcilaso de la Vega y España, luego ambos fueron trasladados a la prefectura de Lima.
Su arresto fue catalogado por sectores políticos de izquierda y extrema izquierda afines al depuesto Castillo como un supuesto golpe de Estado dado por el congreso, propiciado por el «racismo» y el «elitismo» de la clase política tradicional, contra el mandatario de elección popular, dando lugar a una serie de protestas ciudadanas en favor del expresidente para pedir su liberación. Durante su primera semana de detención, se registraron alrededor de cien visitas, entre ellas a parlamentarios afines de su partido político postulante Perú Libre.

## Contexto
Pedro Castillo había intentado realizar un autogolpe de Estado el 7 de diciembre de 2022, en donde proclamaba el cierre del Congreso de la República del Perú, llamaba a la realización de elecciones en 9 meses, e imponía un estado de excepción a nivel nacional además de la conformación de una asamblea constituyente para redactar una nueva constitución y así evitar ser depuesto por el Congreso durante el trámite de una tercera moción de vacancia por "incapacidad moral". El autogolpe de Estado fracasó, porque los miembros de su misma administración y principalmente las Fuerzas Armadas del Perú se negaron a seguirlo.

## Desarrollo de los sucesos

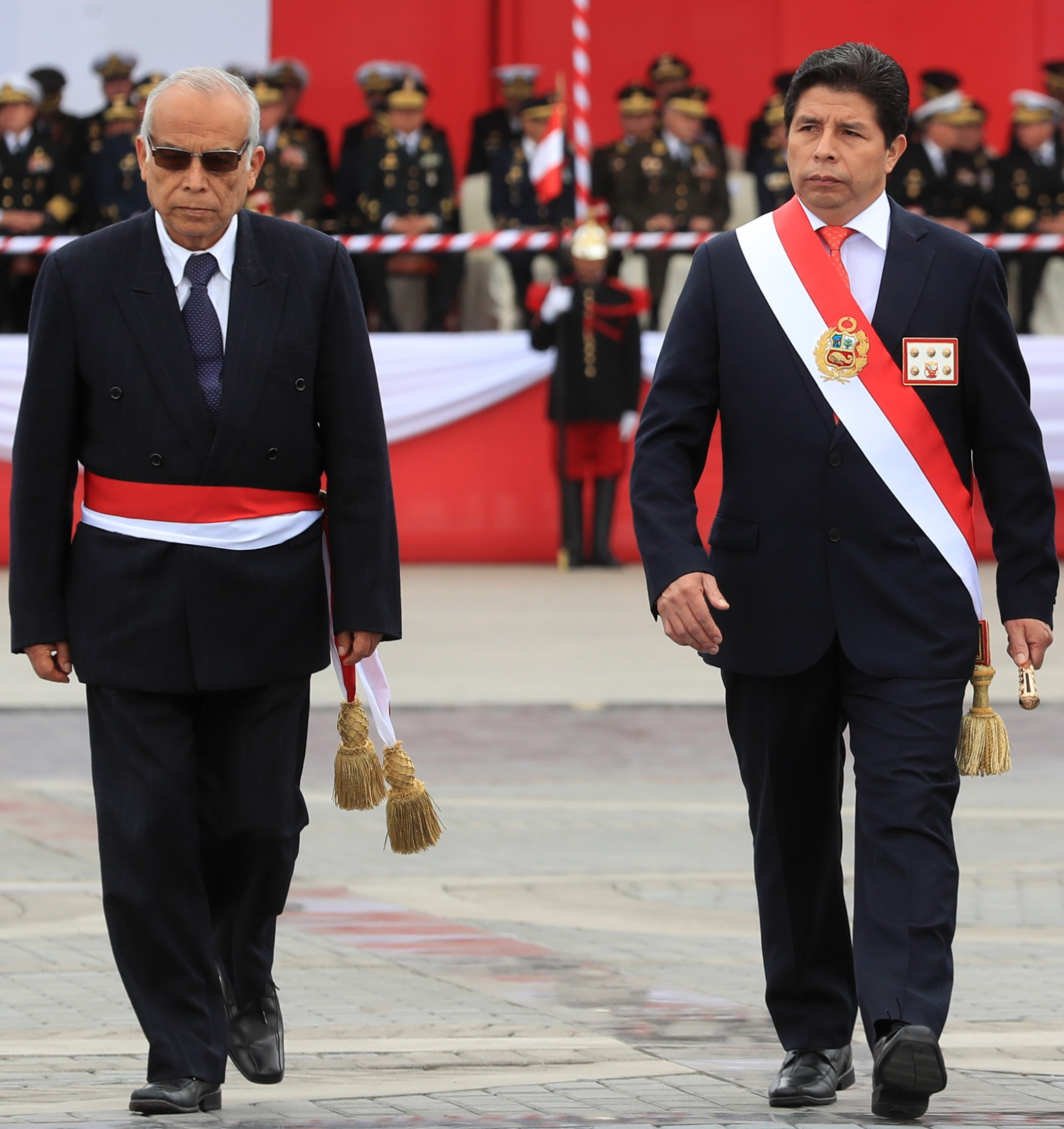
Aníbal Torres y Pedro Castillo, los principales personajes capturados.

Según el diario El Comercio, Castillo buscó ayuda en ciertos sectores de la Policía Nacional del Perú para que lo protegieran, pero estos se negaron. A las 13:00 hora peruana, Castillo y Torres, la primera dama Lilia Paredes, la familia presidencial y la policía que los resguardaban salieron discretamente por la puerta de atrás del palacio de Lima en dos autos. Durante la sesión de vacancia en el pleno del Congreso, a las 13:41, imágenes de Canal N mostraron a Castillo junto a su familia y Aníbal Torres saliendo de Palacio de Gobierno con bolsas de ropa y mochilas. Por temor de una eventual detención, La policía de escolta presidencial notificó sobre «el desplazamiento en dirección desconocida del mandatario». El oficial Nilo Irigoin Chávez, encargado de la seguridad presidencial, ordenó dirigir los autos a la embajada mexicana. La Dirección de Seguridad del Estado ordenó a nivel nacional la detención de Castillo:

...disponiendo que por orden superior se intervenga al señor José Pedro Castillo Terrones por encontrarse en flagrancia del presunto delito de rebelión, abuso de autoridad e infracción a la Constitución.

Por otro lado, los coroneles de la Policía Nacional del Perú, Walter Lozano y Harvey Colchado, dirigieron sus tropas a las puertas de las embajadas de Cuba y México, además de ordenar a la comitiva presidencial detenerse. Para entonces, la guardia presidencial, siguiendo órdenes mayores y a la altura de la clínica Internacional, detuvo sus autos y la SUAT arrestó a los integrantes de la comitiva, para luego dirigirlos a la prefectura policial de Lima.
A la prefectura llegaron también la fiscal de la Nación Patricia Benavides y otros funcionarios del Ministerio Público para tomar la declaración de Castillo y los otros detenidos.
Después de permanecer varias horas detenido en la Prefectura de Lima, Castillo fue conducido en medio de un fuerte resguardo a un cuartel policial en el distrito del Rímac para abordar un helicóptero que lo llevó al penal de Barbadillo, donde también se encuentra el expresidente Alberto Fujimori.

### Bloqueo de la embajada de México en Lima
La embajada mexicana notificó que un tumulto de civiles se había situado en los exteriores del edificio, esto a raíz del rumor de que Pedro Castillo se dirigía a dicha sede diplomática. El gobierno de México lanzó un comunicado oficial llamando a sus ciudadanos en territorio peruano en «mantener la calma».

## Posición del gobierno de México

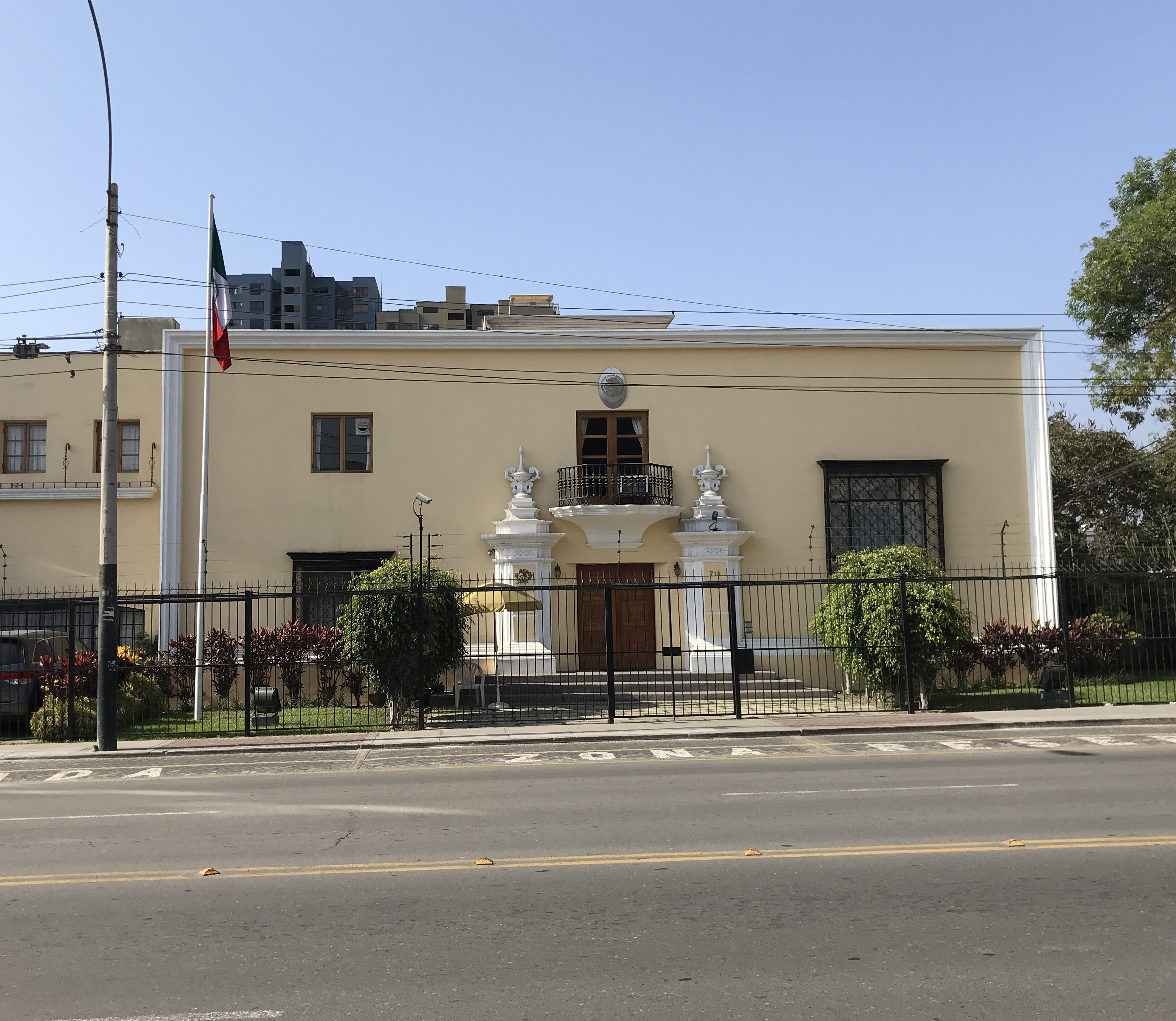
El Presidente Castillo intentaba llegar a la misión diplomática de México en Lima al momento de su detención

La administración del presidente Andrés Manuel López Obrador se había mostrado muy cercano ideológicamente a Castillo, teniendo planificada la cumbre de la Alianza del Pacífico qué se desarrollará el 14 de diciembre en Lima (originalmente se desarrollaría en alguna ciudad de México), ante las negativas del congreso peruano de permitirle viajar al exterior al entonces presidente.
López Obrador fue de los pocos mandatarios que mostraron solidaridad con Castillo luego de su error en un fallido intento de autogolpe:

La política exterior de Mexico tiene como principio la no intervención y la autodeterminación de los pueblos... Si lamentamos mucho lo que sucedió porque desde que ganó legal, legitimamente, Pedro Castillo, fue víctima de acoso, de confrontación, no aceptaron sus adversarios, sobre todo las elites económicas políticas de ese país, de que él gobernara. Entre otras cosas y es lo que más lamento porque lo consideraban serrano... nosotros hemos padecido de ese racismo... Ayer que pasaron estos hechos yo lo que imagino es que ya tenían todo para destituirlo, imaginenese el precepto legal "incapacidad moral", está en la constitución. Y cuando me imagino ya el siente que lo van a destituir, pues toma una decisión de desaparecer el congreso. Pues eso lo que precipitó fue su destitución y además les dio el argumento entre comillas, porque se ponen muy constitucionalistas, muy respetuosos de la legalidad, para destituirlo. Entonces habló aquí a la oficina para que me avisaran de que iba hacia la emabajada. Pero seguramente, ya tenían intervenido su teléfono y que iba a solicitar el asilo y que si le abrian la puerta de la embajada. Busqué a Marcelo Ebrad y le informé que hablara con el embajador y que  abriera la puerta de la embajada con apego a nuestra tradición de asilo. Pero al poco tiempo tomaron la embajada con policías y también con ciudadanos

El mandatario mexicano confirmó que Pedro Castillo le había realizado una llamada solicitándole asilo y que él había aceptado, pero la comitiva de Castillo no llegó a la embajada. El 8 de diciembre el gobierno mexicano informó que iniciaron los trámites para otorgarle asilo a Castillo, y justificó el autogolpe como respuesta a un «golpe de Estado blando» de los medios de comunicación. El 10 de diciembre, cuando dio una entrevista desde el estado de Nuevo León, volvió a expresar que «¿Por qué no les gusta Castillo? Porque es un maestro de un pueblo de la sierra de Perú, no es un fifí».
El gobierno de la nueva presidenta Dina Boluarte «animó» al presidente mexicano para que asista a Lima con el fin de cumplir la transferencia de la presidencia protémpore de la Alianza del Pacífico. En caso de no asistir la delegación mexicana, la transición se daría de forma virtual. El gobierno de López Obrador de forma menos confrontacional dijo que «hay que esperar un tiempo» porque «está muy fresco todo» y dejó en claro que no se rompería las relaciones diplomáticas entre México y Perú.

## Sucesos posteriores

### Posterior comunicado en conjunto
El 12 de diciembre de 2022, los gobiernos de México, Argentina, Colombia y Bolivia anunciaron en un comunicado conjunto su respaldo a Pedro Castillo, señalando que es «víctima de un antidemocrático hostigamiento, violatorio [...] de la Convención Americana sobre Derechos Humanos» y reconociéndolo cómo «presidente». Como respuesta el diario peruano El Comercio emitió una dura editorial en contra del gobierno argentino, mientras que Human Rights Watch condenó el comunicado. El 15 de diciembre, el presidente chileno Gabriel Boric negó públicamente su apoyo a esta declaración.

### Asilo político a Lilia Paredes
El 20 de diciembre de 2022 se oficializó el asilo político a Lilia Paredes e hijos por parte de la embajada de México.